# NGC 1745
NGC 1745 je emisijska maglica s otvorenim skupom u zviježđu Zlatnoj ribi. 

## Vanjske poveznice
- SEDS: NGC 1745